# Michel Knuysen
Michel Jules Lodewijk Knuysen (25 ottobre 1929 – 6 maggio 2013) è stato un canottiere belga.

## Palmarès

### Olimpiadi
- Argento a Helsinki 1952 nel due senza.